# جایزه کالینگا

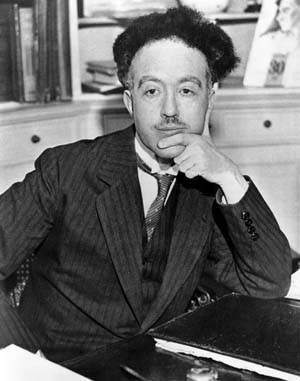
لوئیز دو بروگلی، اولین دریافت کننده جایزه کالینگا

جایزه کالینگا (انگلیسی: Kalinga Prize) جوایزی است که یونسکو به دلیل مهارت استثنایی در ارائه ایده‌های علمی برای افراد غیرنظامی، اهدا کرده‌است این جایزه در سال ۱۹۵۲ بدنبال کمک مالی از بیژو پاتناک، بنیانگذار رئیس بنیاد کالینگا در هند ایجاد شد.

## زمینه
گیرنده باید تلاش کند تا بر اهمیت بین‌المللی علم و فناوری و سهم آنها در بهبود رفاه عمومی، غنی سازی میراث فرهنگی ملل و حل مشکلات پیش روی بشر تأکید کند. بسیاری از برندگان جوایز گذشته دانشمند بوده‌اند، در حالی که برخی دیگر در روزنامه‌نگاری آموزش دیده‌اند یا مربی یا نویسنده بوده‌اند.